# Alloeostyliphora mirabilis
Alloeostyliphora mirabilis is een platworm (Platyhelminthes). De worm is tweeslachtig. De soort leeft in het zoute water.
De platworm komt uit het geslacht Alloeostyliphora. Alloeostyliphora mirabilis werd in 2001 beschreven door Curini-Galletti, Oggiano & Casu.